# Náchod

Localitatea oraşului

Náchod este un oraș în regiunea Hradec Králové, Republica Cehă.
1. ↑  Q66537830, accesat în 18 august 2019
2. ↑  Malý lexikon obcí České republiky - 2017, accesat în 28 august 2018
3. ↑  Registr územní identifikace, adres a nemovitostí[*] Verificați valoarea |titlelink= (ajutor);